# Центральний страховий фонд
Центральний страховий фонд (англ. Central Provident Fund; китайська: 公积金, Піньїнь: Gōngjījīn) — державний фонд в Сінгапурі, який виконує програму обов'язкового комплексного страхування для працюючих сінгапурців та проживаючих на постійній основі, в першу чергу передбачає фінансування їх пенсії, медичне обслуговування та житлові потреби. Він знаходиться у веденні Ради Центрального страхового фонду, державного комітету при Міністерстві трудових ресурсів. ЦСФ було утворено 1 липня 1955 року.

## Історія CPF

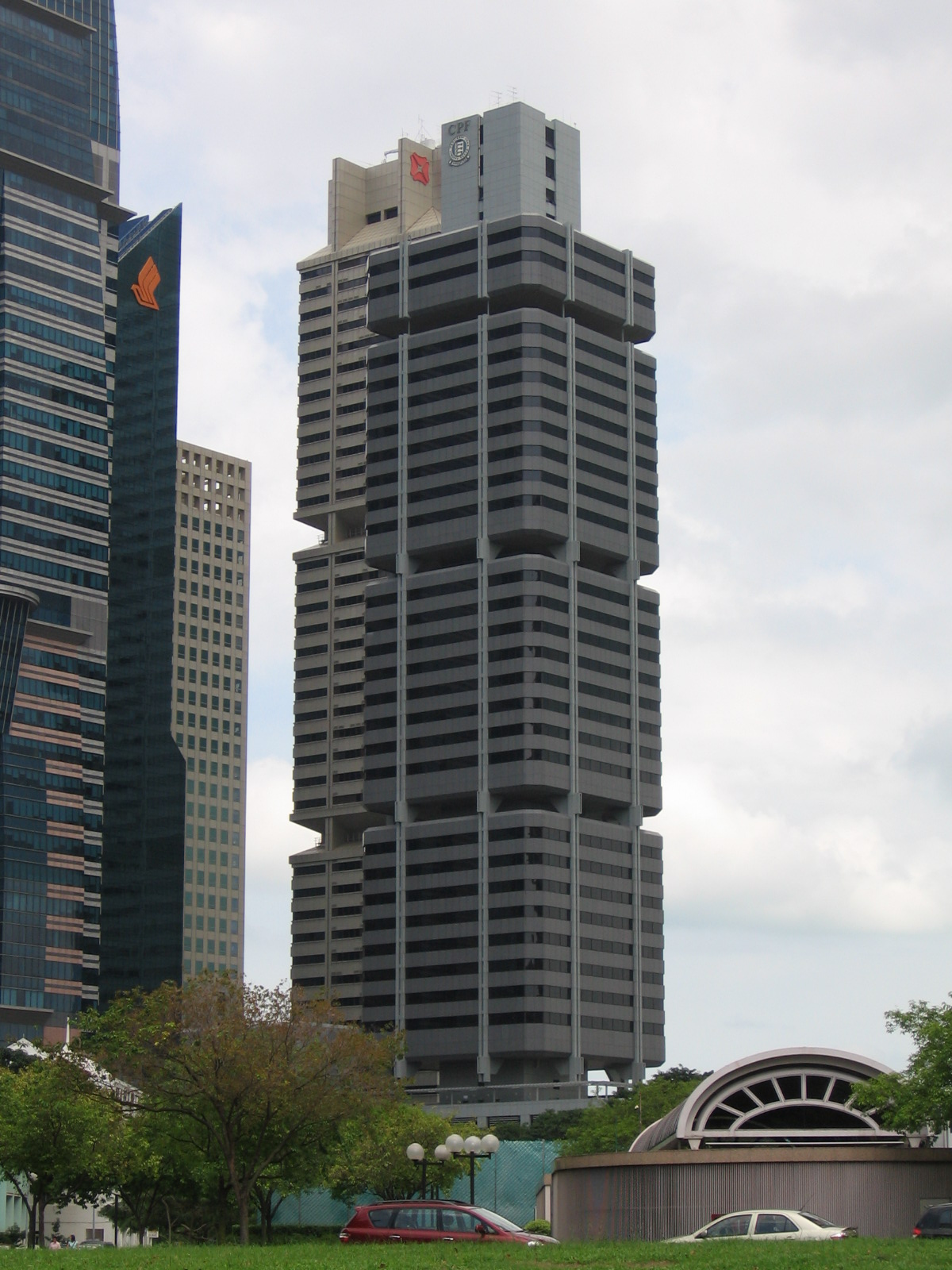
Будівля CPF

В 1955 році, через 10 років після японської окупації, коли люди з усіх сил намагались звести кінці з кінцями, британська колоніальна влада в Сінгапурі створила CPF, як обов’язкову страхову схему, щоб дати можливість робочим заощадити на пенсію.
З переходом Сінгапуру до розвинених країн, очікувана тривалість життя зросла разом із зростанням рівня життя. З 1987 року громадяни Сінгапуру зобов’язані відкладати частину свого доходу на свої рахунки CPF до досягнення віку 55 років, щоб забезпечити собі основний місячний дохід після виходу на пенсію.

## Логотип CPF
Коло підкреслює повноту системи CPF, як національної системи соціального страхування.
Щит символізує надійність та захист для громадян після виходу на пенсію.
Три ключі символізують єдність тристоронніх відносин між працівником, роботодавцем та урядом.
І нарешті, використання зеленого кольору в логотипі підкреслює необхідність постійного зростання CPF та його динамізм.

## Рахунки
Працюючі жителі Сінгапуру та їхні роботодавці роблять щомісячні внески до CPF і ці внески йдуть на три рахунки:
- Звичайний рахунок — на житло, плату за страхування, інвестиції та освіту.
- Спеціальний рахунок — для інвестицій в фінансові інструменти пов'язані з пенсією.
- Рахунок Medisave — для медичного обслуговування.

На навчання дітей можна отримати видаткові кошти з їхніх рахунків CPF, які відкриває уряд при вступі дитини в школу.

## Страхові внески до CPF працедавця та працівника
У вересні 2010 року, процентна ставка внеску працедавця до CPF, національного пенсійного фонду, зросла на 0.5%, що пішло на рахунок Medisave. В березні 2011 року, вклад роботодавця піднявся ще на  0.5%, що буде додано до спеціального рахунку, в результаті загальний внесок роботодавця до CPF став 15.5%. Такі зміни дали змогу встановити загальну ставку внеску працівника та роботодавця до CPF на рівні 35.5%.
У вересні 2011 року внесок роботодавця знову виріс на 0.5%, таким чином піднявши загальний внесок  до (роботодавець+працівник) 36%.

## Покриття страховки та виплати

### Пенсія
У віці 55 років, заощадження з страхового фонду можна зняти, за винятком мінімальної суми, яка залишається на рахунку. Ти не менше, заощадження страхового фонду можна зняти повністю, якщо людина виїжджає із Сінгапуру або західної Малайзії назавжди або у випадку незворотної втрати дієздатності. Мінімальна залишкова сума CPF може бути використана для купівлі довічної ренти в ліцензованої страхової компанії, розміщена в ліцензованому банку або може залишатись на рахунку в CPF. Починаючи з 62 років (пенсійний вік), з мінімальної залишкової суми здійснюються щомісячні виплати, щоб допомогти забезпечити базові потреби на пенсії. Якщо була куплена довічна рента, то виплати  здійснюються протягом всього життя. Якщо мінімальна залишкова сума залишилась на рахунку CPF або ліцензованого банку, то виплати здійснюються поки не вичерпаються кошти на рахунку. Щомісячні виплати за бажанням можна розпочати пізніше, це вигідно, бо в такому випадку виплат вистачить на довше. Наприклад, якщо виплати розпочались у віці 63 років замість 62, то їх вистачить до 84-ох років замість 82-ох.